# Selaginella helvetica
Lycopodioides helvetica · Sélaginelle de Suisse, Sélaginelle helvétique
Espèce
Synonymes
- Lycopodium helveticum L. 1753
- Diplostachyum helveticum (L.) P.Beauv., 1805
- Stachygynandrum helveticum (L.) P.Beauv. ex A.St.-Hil., 1805
- Bernhardia helvetica (L.) Gray, 1821
- Lycopodioides helvetica (L.) Kuntze, 1891
- Heterophyllium helveticum (L.) Börner, 1912
- Selaginella pseudonipponica Tagawa, 1973
- Lycopodioides pseudonipponica (Tagawa) Li Bing Zhang & X.M. Zhou, 2023

La sélaginelle de Suisse ou sélaginelle helvétique (Selaginella helvetica) est une espèce végétale de la famille des Sélaginellacées.

## Description
Les tiges sont aplaties et couchées le long du sol, elles atteignent 20 à 30 cm. Les épis, grêles, sont pédonculés ; la période de floraison est en juillet et août.

## Répartition et habitat
On trouve cette plante dans une grande partie de l'Eurasie ainsi qu'au Japon.
En Europe, cette plante vit principalement en Suisse, mais on la retrouve aussi en France et rarement en Allemagne. Elle est présente en Europe centrale et dans les Balkans, mais est éteinte en Hongrie et en Pologne. Elle vit également autour de la mer Noire, dans le Caucase et en Iran. En Asie de l'Est, on la trouve du Tibet jusqu'en Sibérie.
En Suisse, elle est présente dans les Alpes, mais est absente du reste du pays.
En France, elle est surtout présente dans les départements de la Haute-Savoie et des Alpes-Maritimes, mais on peut aussi la trouver dans les départements de la Savoie, de l'Isère et du Rhône,.
C'est une plante qui vit en haute montagne, dans un environnement rocheux.

## Classification
En 2023, une phylogénie de la famille des Selaginellaceae, qui ne comportait qu'un seul genre non fossile comprenant plus de 750 espèces, Selaginella, est proposée par Li Bing Zhang et X. M. Zhou. Selon cette nouvelle classification, la sélaginelle de Suisse appartient de nouveau au genre Lycopodioides, son nom étant Lycopodioides helvetica,. Le genre Lycopodioides existait auparavant avant d'être considéré comme synonyme de Selaginella ; dans cette nouvelle classification il comporte douze espèces, et Selaginella pseudonipponica y est de nouveau une espèce distincte, sous le nom Lycopodioides pseudonipponica,.

### Sous-espèces

#### Liste des sous-espèces
- Selaginella helvetica subsp. helvetica

- Selaginella helvetica subsp. pseudonipponica (Tagawa) H. M. Chang, W. L. Chiou & J. C. Wang, 2012

#### Selaginella pseudonipponica
En plus de la sous-espèce type, une autre sous-espèce, Selaginella helvetica subsp. pseudonipponica, a été découverte à Taïwan par Tagawa en 1973, qui la considère à l'époque comme une espèce distincte. Elle est endémique de cette ile.

## Protection
L'espèce est considérée comme vulnérable dans la région Rhone-Alpes, où elle est protégée. Elle est également protégée dans la région Provence-Alpes-Côte d'Azur. En Suisse, elle est considérée comme vulnérable sur le versant nord des Alpes. Au niveau international, elle est protégée selon la convention de Berne depuis 2005.

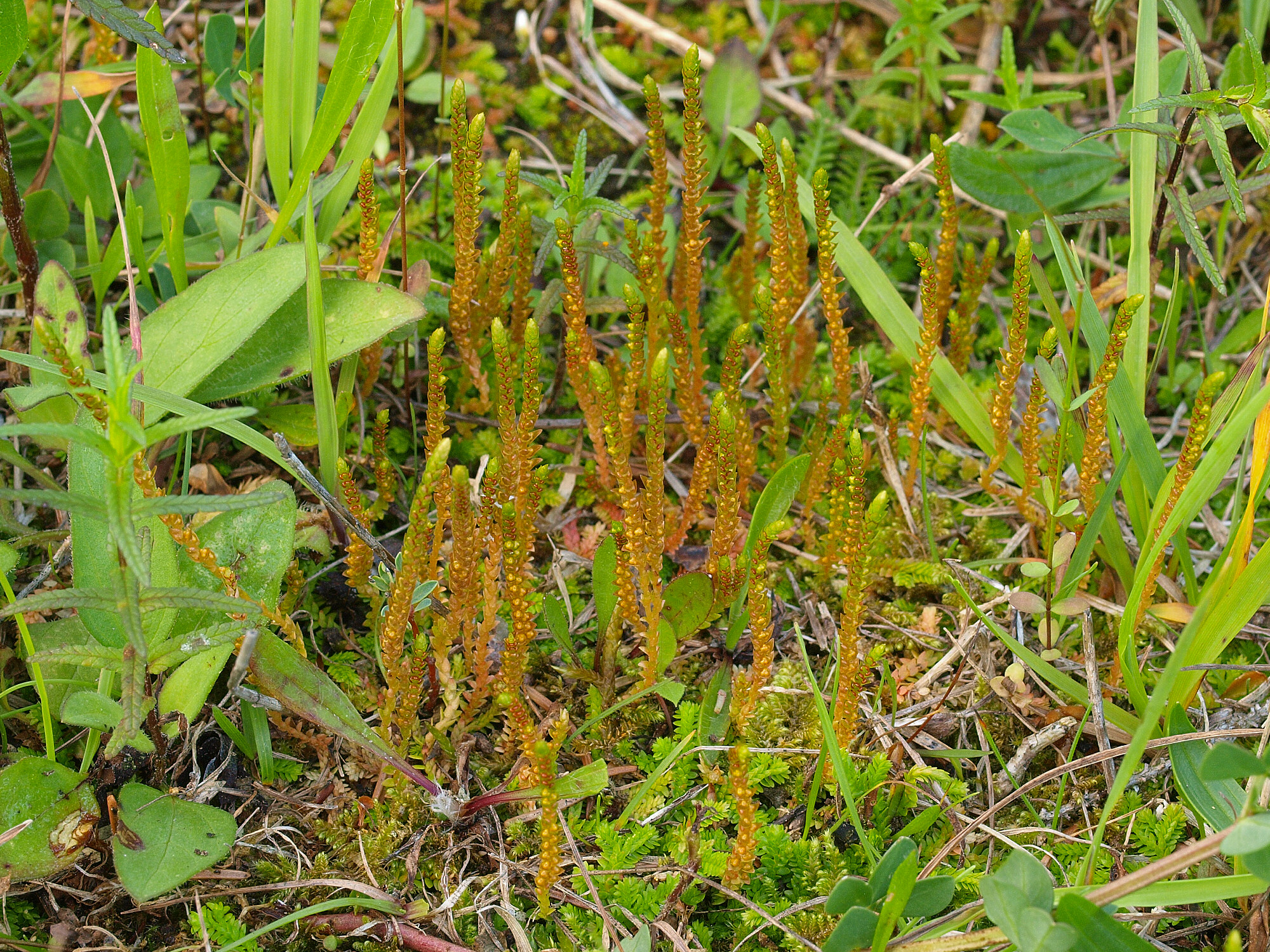
Tiges feuillées de sélaginelle de Suisse.